# Pesche ripiene
Le pesche ripiene sono un alimento tradizionale dell'Italia e del Belgio.

## Diffusione

### In Belgio

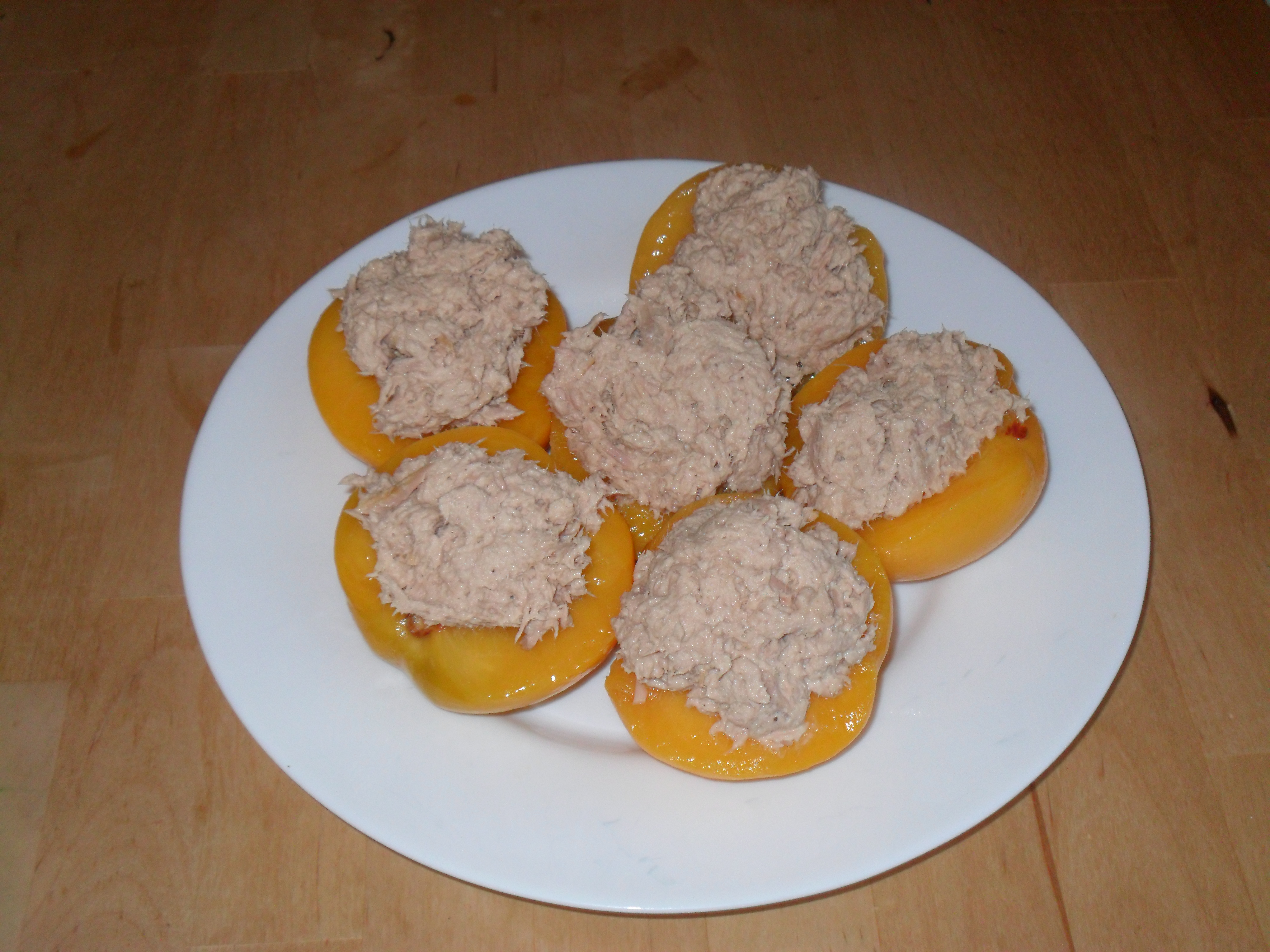
Pêches au thon

Nella loro variante belga, le pesche ripiene si preparano combinando dei frutti sciroppati con l'insalata di tonno, che si prepara mescolando tale pesce sott'olio, maionese, sottaceti, spezie e ingredienti a piacere. Essendo salate, le pêches au thon o perziken met tonijn sono da considerarsi un antipasto.

### In Italia
Le pesche ripiene sono un dolce estivo diffuso in più parti d'Italia. Vennero elaborate dalla cucina borghese di fine Ottocento e descritte da gastronomi come Pellegrino Artusi e Ada Boni, che le avrebbe rese note in tutta la penisola grazie al suo Il talismano della felicità (1929).
Nella loro variante piemontese, si preparano utilizzando delle pesche giallo-rosse, possibilmente di grandi dimensioni e in estate, quando raggiungono un grado di maturazione e dolcezza ottimali. Si aprono a metà delle pesche allargandone le cavità interne e privandole del nocciolo e di parte della polpa, le si pone sopra una teglia imburrata e vengono infornate con la buccia. Nel mentre si cuoce in un tegame altra polpa di pesca spezzettata con burro e zucchero. Si prepara il ripieno mescolando le pesche cotte a delle uova, zucchero, amaretti e pasta frolla sbriciolata. Le pesche vengono poi corrette aggiungendo altro zucchero e del liquore o vino. Infine le si toglie dal forno le pesche e le si farcisce con l'impasto. Spesso l'alimento viene insaporito con il cacao.
In Liguria sono diffuse due varianti del dolce: la prima prevede l'uso degli amaretti e i pinoli, la seconda, invece, dei canditi.
Stando a quanto riporta un dizionario edito da Slow Food, nel Ferrarese esiste un dolce simile con un ripieno di pane imbevuto di latte, mandorle, polpa di pesche, zucchero e uova.